# Jon Hiseman
Jon Hiseman, właśc. Philip John Hiseman (ur. 21 czerwca 1944 w Londynie, zm. 12 czerwca 2018 w Sutton) – angielski perkusista jazzowy i rockowy, producent muzyczny i inżynier dźwięku. Współzałożyciel grupy muzycznej Colosseum.

## Dyskografia
Jack Bruce
- Songs for a Tailor (1969)
- Things We Like (1970)

Colosseum
- Those Who Are About to Die Salute You (1969)
- The Valentyne Suite (1969)
- The Grass Is Greener (1970)
- Daughter of Time (1970)
- Colosseum Live (1971)
- Bread & Circuses (1997)
- Tomorrow’s Blues (2003)
- Live05 (2007)

Tempest
- Tempest (1973)
- Living in Fear (1974)
- Under the Blossom: The Anthology (2005)

Colosseum II
- Strange New Flesh (1976)
- Electric Savage (1977)
- War Dance (1977)

Solo
- A Night in the Sun (1982)
- About Time Too! (1991)

## Filmografia
- Uwaga! Mr. Baker (2012, film dokumentalny, reżyseria: Jay Bulger)[2]
- Colosseum. The Complete Reunion Concert Cologne 1994 (2004, nagranie koncertu Colosseum w Kolonii w 1994 r. oraz film dokumentalny The Story of Colosseum)